# Кустенко Костянтин Іванович
Костянтин Іванович Кусте́нко (нар. 18 серпня 1919, Севастополь — пом. 22 листопада 1977, Севастополь) — український радянський художник театру. Заслужений діяч мистецтв УРСР з 1968 року.

## Біографія
Народився 18 серпня 1919 року у місті Севастополі. 1937 року закінчив Одеський художній технікум і протягом 1937—1939 років працював художником-постановником у Севастопольському російському драматичному театрі імені Анатолія Луначарського.
Упродовж 1939—1946 рокув служив у Червоній армії, був курсантом Московської школи війск МВС. У 1939 році отримав нагрудний знак «Відмінник РСЧА». Брав участь у німецько-радянській війні.
Після демобілізації повернувсядо Севастополя і у 1946—1947 роках знову працював художником-постановником Севастопольського російського драматичного театру. У 1947—1948 роках працював головним художником Новосибірського російського драматичного театру; у 1948—1959 роках — головним художником Севастопольського російського драматичного театру; у 1960—1970 роках — головним художником Севастопьського драматичного театру Чорноморського флоту імені Бориса Лавреньова; з 1970 року — художником Палацу піонерів у Севастополі. Помер у Севастополі 22 листопада 1977 року.

## Творчість
Оформив вистави
- «Маскарад» Михайла Лермонтова (1947);
- «Велика сила» Бориса Ромашова (1948);
- «Любов Ярова» Костянтина Треньова (1948);
- «Ліс», «На жвавому місці», «Не все коту масниця» Олександра Островського (1948);
- «Вороги» Максима Горького (1949);
- «Ревізор» Миколи Гоголя (1950);
- «Під золотим орлом» Ярослава Галана (1951);
- «Її друзі» Віктора Розова (1951);
- «Людина з рушницею» Миколи Погодіна (1952);
- «Безприданниця», «Прибуткове місце» Олександра Островського (1953);
- «Вас викликає Таймир» Олександра Галича, Костянтина Ісаєва (1954);
- «Весілля Кречинського» Олександра Сухово-Кобиліна (1954);
- «Дядя Ваня» Антона Чехова (1954);
- «В степах України» Олександра Корнійчука (1957);
- «Третя патетична» Миколи Погодіна (1959);
- «Старик» Максима Горького (1960);
- «Потомки запорожців» Олександра Довженка (1966);
- «Отелло» Вільяма Шекспіра (1968);
- «За тих, хто в морі» Бориса Лавреньова (1971);
- «Оптимістична трагедія» Всеволода Вишневського (1975).

У 1957 році, під час Всесвітнього фестивалю молоді та студентів у Москві, брав участь у мистецькій виставці, на якій представив свої роботи.

## Військові нагороди
- ордени СРСР: два Червоної Зірки (1940; 1960), два Червоного Прапора (1941; 1942), Слави ІІІ ступеня (1943), Вітчизняної війни ІІ ступеня (1944);
- медалі СРСР: «За відвагу» (1940), «За оборону Москви» (1944), «За визволення Варшави» (1944), «За взяття Берліна» (1945), «За перемогу над Німеччиною» (1945)[1].